# Skrynkelstrupig karakara
Skrynkelstrupig karakara (Phalcoboenus carunculatus) är en fågel i familjen falkar inom ordningen falkfåglar.

## Utseende och läte
Skrynkelstrupig karakara är en svartvit tecknad rovfågel, med vita streck på svart bröst och orangefärgat ansikte. Ungfågeln är brun med ljusa fläckar i vingarna som syns väl i flykten. Fågeln liknar bergkarakaran, men adulta fåglar urskiljer sig genom det streckade bröstet och ungfåglar genom tvärbandad övergump.

## Utbredning och systematik
Fågeln förekommer i höglänta gräsmarker, så kallad páramo, i Colombia och Ecuador. Den behandlas som monotypisk, det vill säga att den inte delas in i några underarter.

### Släktestillhörighet
Arten placeras traditionellt i släktet Phalcoboenus. Genetiska studier har dock visat att chimangokarakaran, traditionellt placerad i Milvago står nära arterna i Phalcoboenus. Eftersom de utgör en klad falkar som alla är relativt släkt samt att inget vetenskapligt släktesnamn finns beskrivet för chimangokarakaran har tongivande taxonomiska auktoriteten Clements et al istället valt att inkludera både Milvago och Phalcoboenus i Daptrius som har prioritet. Andra, som BirdLife International och IUCN, behåller Phalcoboenus men inkluderar chimangokarakaran däri.

## Levnadssätt
Skrynkelstrupig karakara förekommer i höga bergstrakter. Där ses den i páramo, jordbruksbygd och andra öppna områden. Ibland kan den samlas i stora antal.

## Status
Skrynkelstrupig karakara har ett begränsat utbredningsområde och en världspopulation som uppskattas till endast mellan 1 000 och 10 000 individer. Beståndet tros dock vara stabilt. IUCN kategoriserar arten som livskraftig.